# Eduard Hamburger
Eduard Hamburger (24. února 1834 Prostějov – 12. února 1901 Olomouc) byl moravský průmyslník a podnikatel židovského původu, člen úspěšného podnikatelského rodu Hamburgerů, podnikající v oboru sladovnictví a pivovarnictví zejména na severní Moravě a na Olomoucku.

## Život

### Mládí
Narodil se v Prostějově do majetné rodiny židovského obchodníka s obilím Leopolda Hamburgera a Amálie, rozené Grünbaumové, která pocházela z Lipníka nad Bečvou. Po absolutoriu střední školy se začal podílet na chodu rodinného podniku.

### Olomouc
Rodina se roku 1858 přestěhovala do Olomouce, jako jedna z prvních rodin židovského původu ve městě. Na základě zákona z roku 1860 bylo Židům umožněno vlastnit nemovitosti, Eduard se záhy začal věnovat vlastní podnikatelské činnosti ve sladovnictví. Roku 1865 se po přeměně provizorní olomoucké židovské obce na řádnou stal Hamburgerův otec Leopold jejím prvním předsedou. V této funkci jej vystřídal právě Eduard Hamburger (zastával ji až do své smrti).

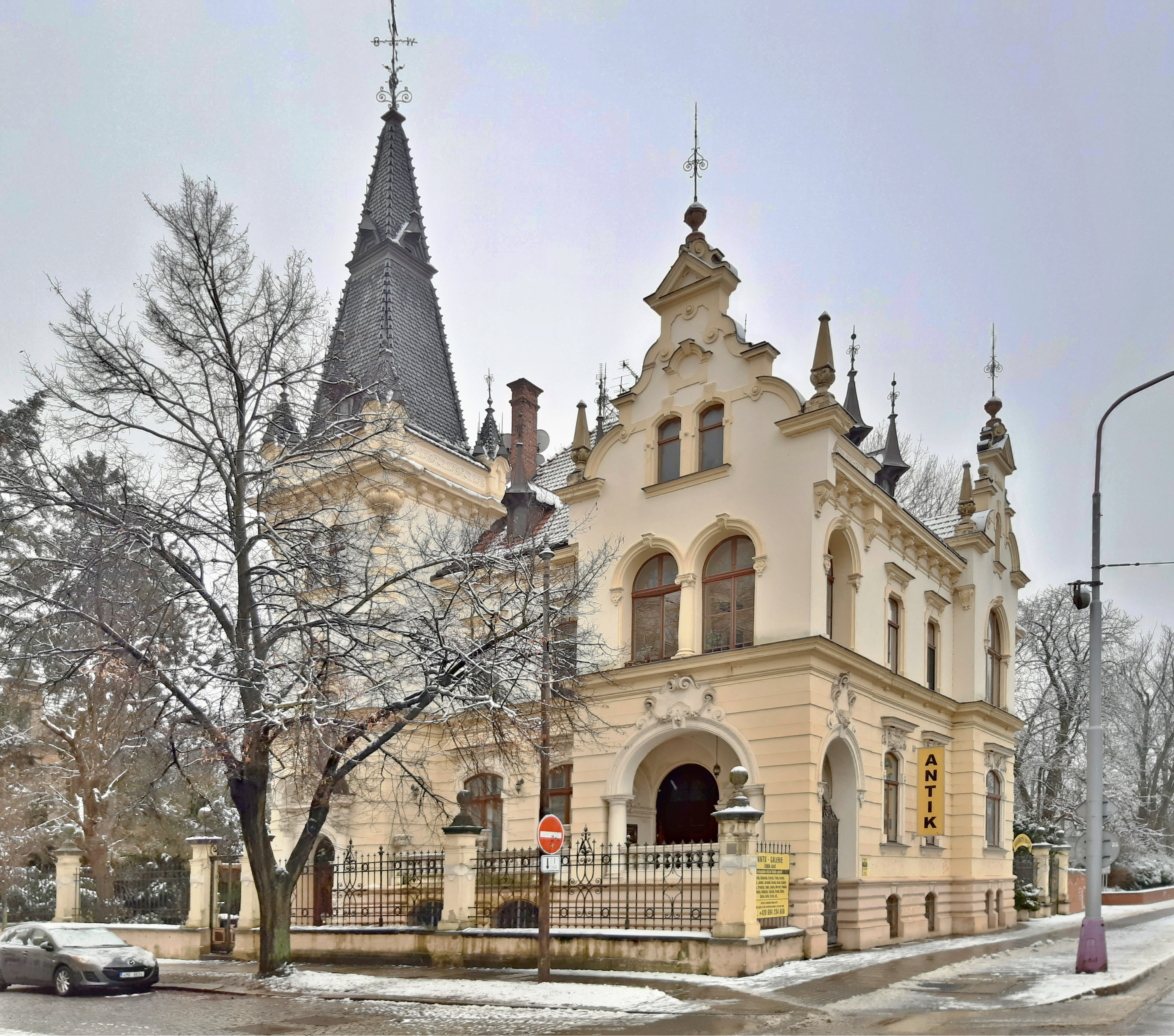
Hamburgerova vila z roku 1896 od architekta Jakoba Gartnera v Olomouci

### E. Hamburger und Sohn
Eduard Hamburger následně podnikal ve spojení se svým synem Viktorem, rodinná firma E. Hamburger und Sohn otevřela roku 1884 moderní sladovnu v Nové ulici v Olomouci. V roce 1885 spoluzakládá Spolek německých živnostníků a obchodníků (Gewerbeverein). Roku 1888 se stal olomouckým měšťanem, později zasedl též členem městské rady a četných městských komisích. Eduardův mladší bratr Nathan zároveň vlastnil a provozoval pivovary v Jeseníku a Bruntálu, a také jesenický lihovar, sestra Tereza se pak provdala za spolumajitele sladovny v Ivanovicích na Hané G. Milchspeisera.
Firma E. Hamburger und Sohn od roku 1895 spolu s podnikatelskou rodinou Singerů vlastnila dva největší olomoucké pivovary. Eduard Hamburger se díky tomu stal jednou z nejbohatších a nejvýznamnějších osobností Olomouce, především pak městské židovské obce. Společně s místními sladovníky Ignatzem a Wilhelmem Briessovými si nechali každý postavit v letech 1895 až 1896 honosnou sídelní vilu ve Vídeňské (tehdejší Parkové) ulici od místního architekta Jakoba Gartnera, v případě Hamburgerovy vily v historizujícím stylu. Všechny jmenované muže taktéž pojil židovský původ.

### Olomoucká synagoga

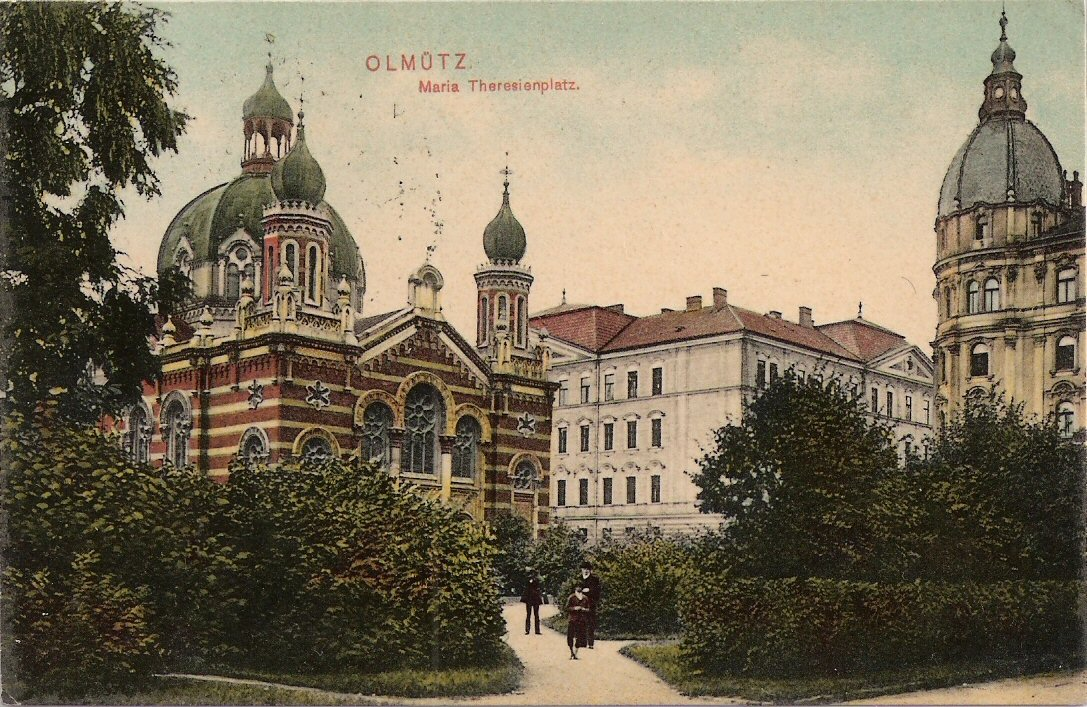
Synagoga v Olomouci dokončená roku 1897

Stejný autor pak navrhl vítězný návrh pro realizaci výstavby olomoucké synagogy. Přípravný výbor pak osobně vedl Eduard Hamburger, který pro její vznik vyvinul klíčovou aktivitu
Ve svém oboru platil Hamburger za prvotřídního sladovnického odborníka a byl tedy členem řady oficiálních orgánů, komisí či rad: Průmyslová rada ministerstva obchodu, olomoucká pobočka Rakousko-uherské banky, okresní školní rada, vedení spořitelny. Spolu s Wilhelmem Briessem stál v 90. letech ve vedení vídeňského Spolku rakouských sladovníků, jehož byl 1893 v letech až 1900 prezidentem. Na funkci již zřejmě rezignoval ze zdravotních důvodů.

### Úmrtí
Eduard Hamburger zemřel v Olomouci roku 1901 ve věku nedožitých 67 let. Byl pochován v samostatné hrobce na výstavním místě u obřadní síně židovského hřbitova v areálu Ústředního hřbitova v Neředíně. Jednu z nejhonosnějších hrobek v celém areálu pohřebiště navrhl opět Jakob Gartner.

### Rodinný život
Od 50. let 19. století byl Eduard Hamburger ženatý s Adélou, rozenou Ehrensteinovou. V Olomouci se jim roku 1859 narodil syn Viktor a roku 1871 dcera Hedvika. Ta se později stala malířkou a manželkou spolumajitele hejčínského cukrovaru Franze von Maye.
Rodina firmu spravovala i nadále, její činnost byla pak omezena událostmi spojenými s vzestupem fašismu v Evropě a druhou světovou válkou.